# Anomala dimidiata
Anomala dimidiata är en skalbaggsart som beskrevs av Hope 1831. Anomala dimidiata ingår i släktet Anomala och familjen Rutelidae. Utöver nominatformen finns också underarten A. d. barbata.